# Alison Powers
 Alison Powers (* 14. Dezember 1979 in Fraser) ist eine ehemalige US-amerikanische Radrennfahrerin und alpine Skiläuferin.
Vor ihrer Laufbahn als Radsportlerin war Alison Powers als Skiläuferin aktiv. 1998 und 1999 startete sie bei Junioren-Weltmeisterschaften und belegte 1999 in der Abfahrt Rang drei. 1998/2000 gewann sie den Alpinen Nor-Am Cup Damen. In den Saisons 1999/2000 sowie 2002/03 fuhr sie erfolgreich beim Ski-Europacup mit. 2004 nahm sie an einem Skiweltcuprennen teil.
2006 machte Alison Powers erstmals im Radsport auf sich aufmerksam, als sie bei vier großen heimischen Rennen jeweils eine Etappe gewann. Im Jahr darauf errang sie bei den panamerikanischen Meisterschaften den Sieg im Straßenrennen und entschied das Sequioa Cycling Classic für sich. Bei den UCI-Straßen-Weltmeisterschaften 2007 in Stuttgart belegte sie Platz 20.
2008 wurde Powers US-amerikanische Meisterin im Einzelzeitfahren sowie jeweils Vize-Meisterin in der Einerverfolgung und im Punktefahren auf der Bahn. 2009 sowie 2010 gewann sie das Joe Martin Stage Race. 2011 stürzte sie beim Redlands Bicycle Classics und erlitt eine Verletzung am Ellenbogen, die beinahe zu ihrem Rücktritt vom Radsport geführt hätte.
2014 wurde Alison Powers jedoch dreifache nationale Meisterin, im Straßenrennen, im Einzelzeitfahren sowie im Kriterium, und war damit der erste US-amerikanische Radsportler, dem dieser Hattrick gelang. Zudem gewann sie die Tour de San Luis. Ende 2014 trat sie vom aktiven Radsport zurück.
2013 sowie 2014 wurde Alison Powers in den Vereinigten Staaten als „Radsportlerin des Jahres“ geehrt.